# Albert Scott Crossfield
Albert Scott Crossfield (2 octobre 1921 - 19 avril 2006), généralement connu sous le nom de Scott Crossfield, est un pilote d'essai américain. Il est plus particulièrement célèbre pour être le premier homme au monde à avoir franchi Mach 2 (deux fois la vitesse du son) et à avoir participé au développement et à la mise au point du X-15, avion piloté le plus rapide à ce jour (Mach 6,72 soit 7 297 km/h).

## Biographie
Né à Berkeley, Crossfield a grandi en Californie, en Oregon et dans l'État du Washington. Il a servi dans l'US Navy comme pilote de chasse puis en tant qu'instructeur de vol pendant la Seconde Guerre mondiale. De 1946 à 1950, il a travaillé sur le Kirsten Wind Tunnel (une soufflerie) à l'Université de Washington tout en obtenant son baccalauréat (1949) et sa maîtrise (1950) en ingénierie aéronautique. En 1950, il rejoint, en tant que pilote de recherche aéronautique, le National Advisory Committee for Aeronautics High-Speed Flight Station (ancêtre de la NASA Dryden Flight Research Center) situé sur la base d'Edwards en Californie, précédemment appelée Muroc Field, anagramme de Corum, le nom de la riche famille californienne qui a fait don du terrain à l'US Air Force[réf. nécessaire]. Crossfield a choisi la Marine, car il pouvait commencer sa formation de pilote deux semaines plus tôt que la date proposée par l'armée de l'air américaine.

### Pilote d'essai
En 1950, Crossfield veut donner un nouvel élan à sa carrière comme il le dit dans son ouvrage X-15. Il fait alors le point sur ses compétences et vise le métier de pilote d'essai, spécialisation dans laquelle l'aviateur aura son lot de sensations fortes, et où ses qualités d'ingénieur et de metteur au point seront un atout pour l'exploration aéronautique et spatiale.
Crossfield expédie donc trois candidatures au NACA pour un poste de pilote d'essai ; trois lettres auxquelles l'organisme d'état ne donnera pas suite. Il décide face aux refus successifs de « forcer le destin » et de se rendre directement dans la Silicon Valley pour rencontrer Laurence Clousing, alors chef-pilote détaché à la soufflerie du Ames Research Center.

« Même si Clousing, l'un de nos meilleurs spécialistes, ne pouvait pas me donner un emploi, ses conseils seuls vaudraient le déplacement, positive-t-il dans ses réflexions. »

Clousing n'a rien d'autre à lui offrir qu'un entretien avec John Griffith (en) qui occupe alors le poste de chef-pilote d'essai au centre d'Edwards AFB. Quelques heures après cette entrevue et un coup de téléphone, Crossfield rencontre le chef de la section du NACA à Edwards : Walt Williams. Après un long entretien et des échanges passionnés, Crossfield décroche une place de pilote d'essai en juin 1950.
Aux débuts, le jeune californien ronge son frein. Dernier pilote arrivé, il doit faire ses preuves face à « d'amicaux rivaux » aux noms prestigieux comme Chuck Yeager, Albert Boyd (en), Pete Everest (en). Alors, il se documente beaucoup et « bûche » avant qu'on lui donne sa première chance : un avion expérimental à piloter, seul à bord. Cela arrive au mois de décembre 1950 aux commandes d'un X-4 livré au NACA en février de la même année. Son instructeur n'étant pas disponible, il décide de poursuivre les tests prévus pour cette machine. Un vol de routine qui aurait pu mal tourner. Peu avant l'atterrissage, il entreprend un looping (pour « épater la galerie ») dont le sommet de la boucle culmine à 8 300 mètres d'altitude.

« Soudain, l'enfer se déchaîna. Un vacarme assourdissant qui rappelait le tir d'une mitrailleuse lourde remplissait le cockpit. Ma manœuvre avait interrompu le flot d'air régulier qu'aspiraient les deux réacteurs. Suffoqués, déjà hypersensibles à cette altitude, les moteurs s'étaient insurgés. Après avoir tourné quelques instants de façon irrégulière, ils se turent complètement, raconte-t-il. »

Heureusement, au bout de quelques instants, l'un des moteurs redémarre et « Scotty » parvient à poser son avion sans le moindre souci sur la piste d'Edwards. Si l'incident aurait pu lui coûter sa carrière - la destruction d'un avion de plusieurs millions de dollars à la suite d'une fantaisie -, de fins observateurs pouvaient noter là les traits qui caractérisaient ce futur grand pilote : sang-froid absolu, rapidité d'analyse, grande maîtrise et un brin d'audace.
Le travail de pilote d'essai était par certains côtés ingrats. Ces pionniers de l'âge du réacteur et du moteur-fusée poussaient leurs appareils à la limite et prenaient des risques insensés qui se soldaient régulièrement par une mort brutale. Très peu connaissaient la gloire - Chuck Yeager captivait toutes les attentions -, et des rivalités entre les diverses forces armées, constructeurs aéronautiques et administrations réduisaient le NACA au « simple rôle » de collecteur de données de vol et défricheur de terrain. Crossfield le savait : bien faire son travail ne suffisait pas si l'on souhaitait voire sa carrière décoller, accrocher un record ouvrait toutes les portes. La chance allait lui sourire à 32 ans.
Les appareils dont disposait alors le NACA pour mener ses études n'étaient pas à proprement parler du dernier cri, et des restrictions imposées par le Pentagone interdisaient aux pilotes de pousser leurs études au-delà de Mach 1.9. Un comble, puisque le rôle du NACA était justement d'explorer les domaines de vol encore inconnus afin de fournir les relevés et précieuses informations à l'ensemble de l'industrie aéronautique américaine dans le but de la faire progresser. Pire, les dernières réalisations des constructeurs (F-100, F-102, F-104, etc.) n'allaient pas tarder à dépasser en vitesse pure les appareils dont disposait le Centre. Conscient du problème, la direction et Crossfield prirent la décision de faire lever la limitation de vitesse et ils y parvinrent.
Au petit matin du 20 novembre 1953, le Skyrocket faisait l'objet de toutes les attentions. Malgré un début de grippe, « Scotty » supervisait le personnel qui s'affairait autour de son engin. Le Pentagone ne lui avait accordé qu'une seule et unique tentative pour franchir Mach 2, il fallait donc ne négliger aucun détail. Justement, au cours des semaines précédents cet essai, l'équipe avait engrangé des tas de petites astuces qui optimiseraient le potentiel de l'avion. Détail suprême, Crossfield demanda même à ce qu'on applique une couche de cire sur la totalité de l'avion et que l'on bouche les moindres aspérités parasites afin de garantir une glisse parfaite.
Malgré quelques incidents survenus le matin au cours de l'avitaillement en carburant, le responsable de la mission, Herman Ankenbruk, donna son feu vert pour le vol au cours de la mi-journée. Le Skyrocket devait être largué depuis un B-29 Superfortress à une altitude d'environ 10 000 mètres. Une fois libéré de son berceau, la manœuvre consistait pour Crossfield à allumer son moteur-fusée et profiter des 3 minutes 20 secondes de poussée extraordinaire pour gagner l'altitude de 28 000 mètres selon un angle très précis. Épousant une trajectoire balistique, au sommet de la parabole il n'avait plus qu'à pousser sur le manche pour amener son avion en piqué. Profitant de la « pente », de l'énergie cinétique, du vent arrière, de la cellule allégée par ses réservoirs devenus vides, il n'avait plus qu'à se pincer pour voir s'il ne rêvait pas :

« L'aiguille de l'indicateur de vitesse dépassa Mach 2 pour s'immobiliser à 2,04. Nous avions réussi !, écrira-t-il. »

Ainsi Scott Crossfield devint l'homme le plus rapide au monde pendant quelques mois et de nouvelles perspectives s'offraient à lui en plus de la notoriété. Il resta encore cinq années au NACA avant de donner sa démission pour entrer comme conseiller technique chez North American.
Au cours de ces années, il volera sur la quasi-totalité des avions expérimentaux testés à Edwards : X-1, XF-92A, X-4, X-5, Douglas D-558-I Skystreak et le Douglas D-558-II Skyrocket, l'avion du record.

## LeX-15
En 1955, il décide d'abandonner son poste de pilote d'essai au NACA pour participer à un projet qui lui tient à cœur et qu'il suit depuis plusieurs années : le développement du North American X-15, avion extraordinaire capable d'atteindre Mach 6 et plus. En tant que chef pilote d'essai de génie, il parvient à se faire embaucher chez North American en tant que consultant. Il va jouer un rôle majeur dans la conception et le développement du North American X-15 et de ses systèmes. Une fois qu'il a été prêt à voler, son travail a été de démontrer sa navigabilité à des vitesses allant jusqu'à Mach 3 (2 290 milles par heure (3 685 km/h)). Comme le X-15 et ses systèmes n'étaient pas certifiés, ces tests sont considérés comme extrêmement dangereux.
Crossfield a effectué 14 des 199 essais en vol du X-15, la plupart de ces tests avait pour but d'établir ou de valider des paramètres clés de base. Scott Crossfield a, non seulement conçu le X-15 depuis le début, mais introduit de nombreuses innovations, y compris en mettant les commandes du moteur de la fusée dans le poste de pilotage. Auparavant, tous les ajustements moteur résultaient des ajustements fait sur le terrain par les techniciens, basés sur les résultats des profils de vol. En 2000 lors d'une conférence publique, « Scotty » (comme il a été appelé par ses amis) décrit que la puissance de calcul nécessaire pour la conception du X-15 aurait rempli quatre chambres 10x12. Il a ajouté que ces mêmes calculs pourraient être effectués aujourd'hui sur un ordinateur. Il a également suggéré que Burt Rutan et sa société Scaled Composites effectuaient des travaux de pionnier pour un avion privé destiné à voler dans l'espace en décollant et atterrissant depuis un aéroport.
En 2004, White Knight a lancé avec succès Space Ship One et a gagné l'Ansari X-Prize, la première tentative par avion depuis l'annulation du X-15. C'est à cette époque que Crossfield a fait partie du projet de l'Air Force Man In Space Soonest (un homme dans l'espace le plus tôt possible).
Le 8 juin 1959, il a accompli du premier vol de l'avion, un vol plané sans moteur de 37 550 pieds (11 km). Le 17 septembre 1959, il a accompli le premier vol motorisé. En raison de retards dans le développement du moteur XLR-99 du X-15 d'une poussée gigantesque de 57 000 livres (254 kN), les premiers vols ont été accomplis avec une paire de moteurs-fusées XLR-11.
Peu de temps après le lancement de son troisième vol, l'un de ces moteurs a explosé. Dans l'impossibilité d'abandonner ses propulseurs, Crossfield a été forcé de faire un atterrissage d'urgence au cours de duquel, sous la charge excessive, l'avion s'est brisé juste derrière le poste de pilotage. Il a été blessé et l'avion a été réparé. Pendant la descente, les fenêtres du poste de pilotage ont entièrement givrées et Crossfield a dû voler en aveugle. Toujours plein de ressources, il a enlevé ses bottes, a enlevé sa chaussette, et ainsi a dégagé un trou pour se repérer à son ailier chasseur tout le temps de l'atterrissage.
Le 8 juin 1960, au cours de tests du moteur XLR-99. Il était assis dans le poste de pilotage du X-15 no 3 quand un dysfonctionnement catastrophique d'une valve a provoqué une explosion. Il a de nouveau été blessé et l'avion a été complètement reconstruit. Le 15 novembre de la même année, il a terminé le premier vol motorisé du X-15 avec le moteur XLR-99. Deux vols plus tard, le 6 décembre, il a amené le programme de tests de North American à une conclusion fructueuse quand il a terminé son dernier vol dans le X-15. Bien qu'il ait eu l'espoir de finalement être l'un des pilotes d'un engin de l'espace, l'USAF ne le permettrait pas, et a donné des ordres stricts qui se résumaient essentiellement à « rester dans le ciel, rester en dehors de l'espace ».
Au total, il a accompli 16 vols portés (accouplés à un B-52 de lancement), un vol plané et 13 vols motorisés dans le X-15. Après l'arrêt surprise du X-15 (pour une raison budgétaire) après son record de Mach 6,72 (4 520 milles par heure (7 274 km/h)) le 3 octobre 1967, son pilote William Joseph Knight avoue à Joe Engle, qu'il l'a poussé à une vitesse aussi rapide car il savait que c'était le dernier vol. Dans ses remarques sur l'aviation, Crossfield cite le X-15 comme l'un des quelques avions dont des adultes ont pleuré le départ à la retraite.

## Deuxième carrière

Scott Crossfield pour le lancement de Space Ship One en 2004

Il est resté chez North American en tant que directeur des systèmes d'essai et d'assurance de la qualité dans le service espace et systèmes d'information où il a supervisé la qualité, la fiabilité et l'ingénierie des systèmes d'essai pour les activités des programmes tels que le modules de commande, de commandement et service d'Apollo et le booster de Saturn II.
En 1966, il est devenu directeur technique de recherche pour l'ingénierie et de test de la division. En 1967, il a rejoint Eastern Air Lines, où il a servi en tant que vice-président de la division recherche et développement et, par la suite, en tant que vice-président du personnel travaillant avec les organismes militaires et civils des États-Unis sur les technologies de contrôle du trafic aérien.
En 1974-1975, il a travaillé pour Hawker-Siddeley en tant que Senior vice-président chargé des activités HS 146 aux États-Unis. En 1977, il rejoint le comité sciences et technologies de la Chambre des représentants des États-Unis, où il a servi, jusqu'à sa retraite en 1993, en tant que conseiller technique sur tous les aspects recherche et développements de l'aviation civile et est devenu l'un des principaux promoteurs d'un nouvel élan dans le programme de recherche aéronautique du pays.
Crossfield a été interprété par Scott Wilson en film de 1983 L'Étoffe des héros.
Crossfield coauteur de Always Another Dawn l'histoire d'un pilote d'essai d'avion fusée, avec Clay Blair Jr, et l'auteur de Onward and Upward Recherche Airplanes, acte II.
De 2001 à 2003, Crossfield forme des pilotes Terry Queijo, Kevin Kochersberger, Chris Johnson et Ken Hyde Wright pour The Wright Experience, qui a devait faire voler une reproduction du Wright Flyer sur le 100e anniversaire du premier vol des frères Wright le 17 décembre 1903. La formation a été couronnée de succès, mais la re-création du vol le 17 décembre 2003 n'a finalement pas été réussie en raison de la faible puissance du moteur et du tissu anti pluie couvrant qui a considérablement augmenté la masse de décollage. La réplique de Wright a volé à Kitty Hawk après le jubilé du centenaire, sans couverture médiatique.
Lorsqu'on lui a demandé de nommer ses avions favoris, Crossfield a répondu, « ceux que je pilotais à l'époque », car il les a appréciés tous, avec leurs spécificités. Pour les jeunes adolescents, il compare les avions à différentes filles ou garçons : chacun est spécial et donne une expérience.

## Accident mortel et réactions
Le 19 avril 2006, un Cessna 210 piloté par Crossfield a été porté disparu pendant le vol de Prattville, Alabama vers Manassas, en Virginie. Le 20 avril, les autorités ont confirmé que son corps a été retrouvé dans l'épave de son avion dans une région éloignée du comté de Gordon en Géorgie. Il y avait des orages violents dans la région quand le contrôle du trafic aérien a perdu le contact radar et radio avec l'avion de Crossfield,.
Alors que la foudre elle-même pose un risque relativement faible pour les avions tous métaux comme l'avion de Crossfield, les orages contiennent souvent des turbulences suffisamment intenses pour rompre un aéronef en morceaux, ainsi que des courants descendants forts, de fortes pluies, des conditions de fort givrage et la grêle. Le service du shérif du comté de Gordon a indiqué que les débris de l'appareil de Crossfield ont été trouvés dans trois endroits différents au sein d'un quart de mille, ce qui suggère que l'avion s'est disloqué alors qu'il était encore en l'air.
Scott était de retour de Maxwell Air Force Base, Montgomery, en Alabama, où il avait fait un exposé à une classe de jeunes officiers de l'armée de l'air suivant le Air and Space Basic Course (en). Il laisse son épouse de soixante trois-ans, Alice Crossfield, six enfants et neuf petits-enfants. La cérémonie des funérailles a eu lieu au cimetière national d'Arlington, le 15 août 2006.

## Honneurs
Scott Crossfield a reçu le
- Lawrence Sperry Award (1954),
- Octave Chanute Award (1954),
- Iven C. Kincheloe Award (1960),
- American Rocket Society (ARS) Astronautics Award (1960),
- Harmon Trophy (1961 à la Maison-Blanche par le président John F. Kennedy),
- Collier Trophy (1961 à la Maison-Blanche par le président Kennedy en 1962),
- la NASA Distinguished Public Service Medal (1993),

et a été nommé membre honoraire par l'Institut américain d'aéronautique et d'astronautique (1999).
Crossfield est le seul Américain avoir été honoré à la Maison-Blanche pour sa contribution dans la promotion des sciences aéronautiques - ou toute autre discipline - plus d'une fois, et encore en moins deux années consécutives. Il a été intronisé dans
- la National Aviation Hall of Fame (1983),
- l'International Space Hall of Fame (1988),
- la Virginie Aviation Hall of Fame (1998),
- de l'aérospatiale Walk of Honor (1990) et
- le National Air and Space Museum Trophy (2000).

À titre posthume, il a reçu le prix de Hoyt S. Vandenburg Award, le diplôme Paul Tissandier, le Victor A. Prather Award, et le Donald D. Engen Award.
Il avait aussi une école primaire nommée en son honneur près de sa dernière résidence, à Herndon, en Virginie (une communauté juste au nord-est de l'aéroport international de Dulles). Un ruban portant son nom est l'un des Aerospace Education Awards in the Civil Air Patrol Senior Members program.
Il a également été le plus fier de du A. Scott Crossfield Aerospace Education Teacher of the Year Award qui est décerné chaque année à ce qui est connu sous le nom de « nuit des Oscars » de l'aviation, la cérémonie Annual Enshrinement Ceremony Weekend at the National Aviation Hall of Fame qui a lieu chaque année à la fin de juillet à Dayton, Ohio.
M. Crossfield a reçu un doctorat honorifique de science de l'Institut de technologie de Floride en 1982.

## Héritage
Alors qu'il a été célébré comme un audacieux pilote d'essai, il a affirmé qu'il se considérait ingénieur : « Je suis ingénieur aéronautique, aérodynamicien et designer. À l'origine, je ne suis devenu pilote que parce que je sentais qu'il était essentiel de voler pour concevoir et produire de meilleurs avions »
Pourtant, Crossfield a souvent effectué la plupart des essais initiaux, soit les plus dangereux, avec un petit groupe d'autres pilotes d'essai avant que les pilotes d'essai en service actif de l'Air Force et la Navy ne soient formés à l'avion expérimental.
Pour ses amis et proches, Crossfield a été incroyablement généreux de son temps et ses idées. Une rencontre le matin autour d'une tasse de café pouvait facilement se transformer en trois heures de discussion à propos de presque tout. Lors de sa première rencontre avec le vice-président Richard Nixon, ce dernier fit des remarques sur le danger du vol. Crossfield répondit : « Je pense que vous êtes dans une position beaucoup plus précaire, monsieur le président, à titre de représentant élu. » Cette remarque ironique prédit ce qu'allaient être les retombées du scandale du Watergate.